# 18 Ursae Majoris
e Ursae Majoris • DD Ursae Majoris
Ne doit pas être confondu avec ε (Epsilon) Ursae Majoris.
Désignations
18 Ursae Majoris (en abrégé 18 UMa), également désignée e Ursae Majoris et DD Ursae Majoris, est une étoile variable de la constellation boréale de la Grande Ourse. Elle est visible à l'œil nu avec une magnitude apparente de 4,83. L'étoile présente une parallaxe annuelle de 27,91 mas mesurée par le satellite Gaia, ce qui la situe à une distance de ∼ 117 a.l. (∼ 35,9 pc) de la Terre. Elle s'en rapproche à une vitesse radiale héliocentrique de −17 km/s, et c'est un membre âgé de la périphérie du courant d'étoiles de la Grande Ourse.

## Nomenclature
18 Ursae Majoris est la désignation de Flamsteed de l'étoile. e Ursae Majoris est quant à elle sa désignation de Bayer, tandis que DD Ursae Majoris est sa désignation d'étoile variable.
Avec τ, h, υ, φ, θ et f UMa, elle formait l'astérisme Sarīr Banāt al-Na'sh en astronomie arabe traditionnelle, soit « le Lit de repos des Filles de Nasch », aussi nommé Al-Haud « la Mare, l’Abreuvoir ». Jack W. Rhoads a attribué des noms individuels aux étoiles de cet astérisme dans son Reduced Star Catalog Containing 537 Named Stars et édité en 1971. Ainsi f UMa est nommée Alhaud I, τ UMa Alhaud II, e UMa Alhaud III, h UMa Alhaud IV, θ UMa Alhaud V, υ UMa Alhaud VI et φ UMa Alhaud VII.

## Propriétés
18 Ursae Majoris est une étoile blanche de la séquence principale de type spectral A6 V, qui génère son énergie par la fusion de l'hydrogène dans son noyau. C'est une variable de type Delta Scuti à faible amplitude avec une variation de magnitude d'environ 0,03 et avec des fréquences de pulsations de 9,4 et 15,0 cycles par jour. Sa variabilité a été remarquée pour la première fois par l'astronome américain Frank Schlesinger en 1914.
L'étoile est âgée autour de 1,05 milliard d'années et elle est 1,72 fois plus massive que le Soleil. Elle est environ 13 fois plus lumineuse que le Soleil et sa température de surface est de 7 450 K. L'étoile tourne rapidement sur elle-même à une vitesse de rotation projetée autour de 158 km/s. Cela lui donne une forme aplatie avec un rayon équatorial qu'on estime être 6 % plus grand que son rayon polaire.